# 235
235 (CCXXXV) var ett normalår som började en torsdag i den julianska kalendern.

## Händelser

### Mars
- Mars
  - Trycket mot Romarriket från goterna, quaderna, parterna, frankerna och alemannerna ökar. Efter att ha blivit besegrade av germanerna massakreras Alexander Severus och hans mor Julia Mamaea nära Mongontiacum (nuvarande Mainz) av sina soldater.
  - Maximinus Thrax blir romersk kejsare. Då han har en gotisk far och en alanisk mor är han den förste utlänningen som når den romerska tronen. Hans tillträde leder till den romerska imperiekrisen.

### September
- 28 eller 29 september – Påven Pontianus blir avsatt av den romerske kejsaren. Därpå skickas han och några andra kyrkliga ledare, däribland författaren Hippolytus, i exil till Sardinien.

### November
- 21 november – Sedan Pontianus har blivit avsatt väljs Anterus till påve.

### Okänt datum
- Origenes gör revisioner i Septuaginta.

## Födda
- Sun Xiu, kejsare (258-264) i det kinesiska kungariket Wu

## Avlidna
- 18 mars – Alexander Severus, romersk kejsare sedan 222
- 30 oktober – Pontianus, påve från 230 till 28 eller 29 september detta år (möjligen död detta datum)
- Hippolytus, kristen författare, motpåve sedan 217